# Такуарі
Такуарі (порт. Taquari) — муніципалітет в Бразилії, входить до складу штату Ріу-Гранді-ду-Сул. Є складовою частиною мезорегіону Східно-центральна частина штату Ріу-Гранді-ду-Сул. Входить до економічно-статистичного мікрорегіону Лажеаду-Естрела. Населення становить 28 637 чоловік (станом на 2006 рік). Займає площу 407 км².
День міста — 4 липня.
| Бразилія | Це незавершена стаття з географії Бразилії. Ви можете допомогти проєкту, виправивши або дописавши її. |

1. 1 2 3 4 5 6 7  OpenStreetMap — 2004.